# 9523 Торіно
9523 Торіно (9523 Torino) — астероїд головного поясу, відкритий 5 березня 1981 року.
Тіссеранів параметр щодо Юпітера — 3,482.
Названо на честь італійського міста Турин (італ. Torino).